# Charis Pappas
Charilaos Pappas (Grieks: Χαρίλαος Παππάς) (Kavála, 12 mei 1983) is een Griekse voetballer die bij Skoda Xanthi speelt. Hij speelt op de rechterflank. Voordien speelde hij bij Panserraikos Serres, Apollon Kalamarias, Olympiakos en AEK Athene.